# Rangita
La reine Rangita (règne : fl. 1520-1530), également connue sous le nom de Rangitamanjakatrimovavy, est un souverain Vazimba qui a régné à Merimanjaka, dans les hautes terres centrales de Madagascar après le règne de son père, le roi Andriampandramanenitra (Rafandramanenitra). À sa mort, sa fille (d'après certaines sources, sa sœur adoptive), la reine Rafohy lui a succédé (1530-1540).
Malgré le fait qu'elle est considérée comme une reine, au départ, la société d'Imerimanjaka n'était qu'une société matriarcale avec absence de loi apparente ; elle endosse le rôle de reine quand elle a pris le contrôle de son territoire.

## Biographie
La tradition orale ne définit pas clairement les rôles et les relations entre Rangita et Rafohy. Ce manque de clarté inclut qui était la mère de qui, qui a succédé à qui et qui était la mère d'Andriamanelo. Selon une version de la tradition orale, Rangita aurait deux fils, et éventuellement une fille, Rafohy. Ces récits rapportent que Rangita partageait les caractéristiques physiques stéréotypées des Vazimba, à savoir une petite taille et une peau foncée, et son nom signifie "cheveux crépus".
Il était de coutume chez les Vazimba de submerger les corps des morts dans des eaux jugées sacrées à cette fin. On dit que lors de la mort de Rangita, elle (comme Rafohy) a été placée dans un cercueil d'argent ressemblant à une pirogue, qui a ensuite été submergé dans une tourbière sacrée.